# كيث بييل
كيث بييل (بالإنجليزية: Keith Beal)‏ هو منتج أسطوانات وملحن ورسام بريطاني، ولد في 22 ديسمبر 1933.